# Башель
Башель (словен. Bašelj) — поселення в общині Преддвор, Горенський регіон, Словенія. Висота над рівнем моря: 552,9 м.